# Federico Bocchetti
Federico Bocchetti (Monteverde, 1887 – Čertkovo, 29 dicembre 1942) è stato un militare italiano insignito della medaglia d'oro al valor militare alla memoria nel corso della seconda guerra mondiale.

## Biografia
Nacque a Monteverde, provincia di Avellino, nel 1887, figlio di Giuseppe e Filomena Spirito.  Iniziò la sua carriera militare nel Regio Esercito come soldato di sanità nel 1912 durante la guerra italo-turca. Nominato sottotenente medico di complemento nell’ottobre 1914, partecipò dal 24 maggio dell'anno successivo prese parte alle operazioni militari nel corso della prima guerra mondiale in servizio nel 2º Reggimento bersaglieri. Promosso tenente in servizio permanente effettivo alla fine del 1915 e capitano nell'aprile 1917, dopo la guerra gli venne affidata la direzione del Sanatorio militare di Anzio dove prestò per lunghi anni la sua competente attività dove divenne un insigne tisiologo. Posto in posizione ausiliaria nel 1934, fu promosso maggiore nel luglio dello stesso anno e tenente colonnello nel 1938. Richiamato in servizio attivo all'atto della dichiarazione di guerra a Francia e Gran Bretagna, prestò servizio dapprima in Albania dal novembre 1940 come direttore di sanità del XXVI Corpo d'armata e promosso colonnello, nel luglio 1942 fu messo a disposizione della Direzione di Sanità dell'8ª Armata. Partito per l'Unione Sovietica, venne nominato direttore dell'ospedale militare di riserva n. 4.

### L'ultimo volo
Il 29 dicembre 1942, appreso che a Čertkovo, nell'ansa del Don, erano rimasti accerchiati circa 12 000 soldati di cui 2 000 circa feriti, egli decise di partire personalmente con il generale di brigata aerea Enrico Pezzi, dalla base di Voroscilovgrad a bordo di un trimotore Savoia-Marchetti S.M.81 Pipistrello, per portare organizzare i soccorsi, medicinali e per recuperare i feriti più gravi. I membri dell'equipaggio del trimotore scomparso furono:
- Generale di brigata aerea Enrico Pezzi
- Colonnello medico del Regio Esercito Federico Bocchetti
- Maggiore osservatore del Regio Esercito Romano Romanò
- Tenente pilota Giovanni Busacchi
- Sottotenente pilota Luigi Tomasi
- Sergente marconista Antonio Arcidiacono
- 1º Aviere armiere Salvatore Caruso
- Aviere scelto marconista Alcibiade Bonazza